# Sylvester Antolak
Pour l’article homonyme, voir Julia Antolak.
Sylvester Antolak, né le 10 septembre 1918 à Saint Clairsville dans l'Ohio et mort au combat le 24 mai 1944 dans la région de Cisterna di Latina, Italie, est un militaire américain mort au combat pendant la Seconde Guerre mondiale lors de la campagne d'Italie.

## Biographie
Sylvester Antolak naît le 10 septembre 1918 à Saint Clairsville dans l'Ohio. Ses parents, Polonais, ont émigré aux États-Unis et sont agriculteurs.
Membre de la 3e division d'infanterie du 15e régiment d'infanterie de la compagnie B de l'armée de terre des États-Unis, le Sergent Sylvester Antolak mène ses troupes le 24 mai 1944 au deuxième jour d'une offensive vers Anzio de l'opération Shingle. Pris dans une embuscade, Sylvester Antolak charge sur 200 yards une mitrailleuse ennemie sur un terrain plat sans protection. Touché à trois reprises, il se relève à chaque fois pour poursuivre son avancée jusqu'à ce qu'il puisse tirer et tuer deux soldats allemands et obliger les autres soldats à se rendre,. Réorganisant son escouade, il repart au combat contre une position ennemie, en première ligne malgré ses blessures. Il est tué au trois-quarts du chemin vers cette position qui est capturée par ses troupes peu après. Pour ce sacrifice, le Sergent Antolak est décoré de la Medal of Honor.
Des monuments célèbrent son courage sur l'Interstate 70 et au palais de justice du comté de Belmont. En 2018, la série Medal of Honor, produite et diffusée sur Netflix lui consacre un épisode, le premier de la première saison.